# Hidegpatak
Hidegpatak (1899-ig Kolbach, szlovákul: Studenec, németül: Kohlbach) község Szlovákiában, az Eperjesi kerület Lőcsei járásában.

## Fekvése
Lőcsétől 13 km-re keletre fekszik.

## Története
A falut a szepesvári királyi uradalomból érkezett német telepesek alapították, akiket IV. Béla király 1258-ban telepített erre a vidékre. 1264-ben „Kaldbach” néven említik először. 1279-ben „Kalderbach”, 1284-ben „Kolbach” néven írják. 1317-ben a szepesi szász települések közösségének tagja, a 15. században a szepesi váruradalom része. 1468-ban „Kolbah” alakban szerepel az írott forrásokban. Szent Márton temploma 1510-ben a szepesi káptalanhoz tartozott, majd a 17-18. században a jezsuitáké. 1776-tól a falu a szepesi szemináriumé, majd 1779-től Mária Terézia adományaként a szepesi püspökségé. 1787-ben 45 házában 328 lakos élt.
A 18. század végén Vályi András így ír róla: „KOLBACH. Tót falu Szepes Várm. földes Ura a’  Szepesi Káptalanbéli Uraság, lakosai katolikusok; fekszik Szepes Várallyához nem meszsze, és annak filiája, határbéli földgye jó termékenységű, legelője szoross, más javai meg lehetősek.”
1828-ban 50 háza és 369 lakosa volt, lakói főként mezőgazdasággal foglalkoztak.
Fényes Elek 1851-ben kiadott geográfiai szótárában így ír a faluról: „Kolbach, Szepes vmegyében, tót falu, Szepesvárhoz közel: 369 kath. lak.”
A trianoni diktátum előtt Szepes vármegye Szepesváraljai járásához tartozott.

## Népessége
| Év:            | 1994. | 2004.   | 2014.   | 2024.   |
| -------------- | ----- | ------- | ------- | ------- |
| Emberek száma: | 457   | 499     | 492     | 540     |
| Eltérés:       |       | +9,19 % | -1,40 % | +9,75 % |

| Év:            | 2023. | 2024.   |
| -------------- | ----- | ------- |
| Emberek száma: | 521   | 540     |
| Eltérés:       |       | +3,64 % |

1910-ben 403, túlnyomórészt szlovák lakosa volt.
2001-ben 509 lakosából 501 szlovák volt.
2011-ben 490 lakosából 415 szlovák.

## Híres személyek
- Itt született 1843-ban Antolik Károly középiskolai tanár, fizikus, szakíró.

## Nevezetességei
- Szent József tiszteletére szentelt római katolikus temploma 1892-ben épült.